# Свистун, Фёдор Иванович
Фёдор Иванович Свистун (укр. Федір Іванович Свистун; 1899 год — 1982) — председатель колхоза «Дружба» Сокальского района Львовской области, Украинская ССР. Герой Социалистического Труда (1958).
Родился в 1899 году в крестьянской семье. Член КПСС. С конца 1940-х годов — председатель колхоза имени 30-летия Октября Сокальского района. С середины 1950-х годов — председатель колхоза «Дружба» Сокальского района.
Новатор сельскохозяйственного производства. Вывел колхоз в передовые сельскохозяйственные предприятия Сокальского района. Указом Президиума Верховного Совета СССР от 26 февраля 1958 года «за особые заслуги в развитии сельского хозяйства и достижение высоких показателей по производству зерна, сахарной свеклы, мяса, молока и других продуктов сельского хозяйства и внедрение в производство достижений науки и передового опыта» удостоен звания Героя Социалистического Труда с вручением ордена Ленина и золотой медали «Серп и Молот».